# 1000-km-Rennen von Fuji 1983

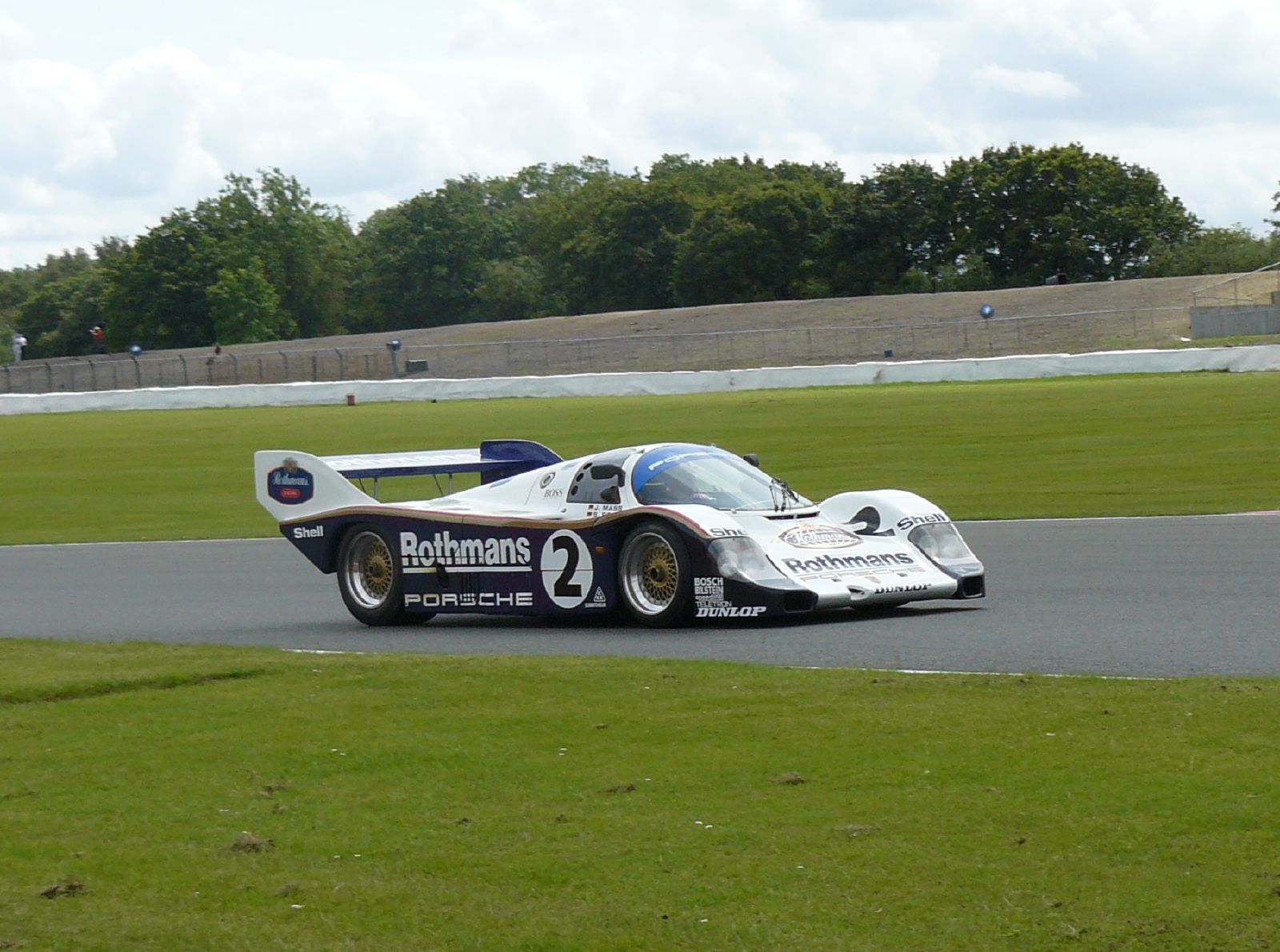
Porsche 956, Siegerwagen von Stefan Bellof und Derek Bell

Das 1000-km-Rennen von Fuji 1983, auch WEC Japan, 1983 World Endurance Championship in Japan, Fuji Speedway, fand am 2. Oktober 1983 auf dem Fuji Speedway statt und war der sechste Wertungslauf der Sportwagen-Weltmeisterschaft dieses Jahres.

## Das Rennen
Beim vorletzten Weltmeisterschaftsrennen der Saison, dem 1000-km-Rennen von Fuji, zeigte sich erneut die Überlegenheit der Werks-Porsche 956. Nach dem Erfolg von Bob Wollek und Thierry Boutsen im Joest-956 beim 1000-km-Rennen von Monza hatten die Werkswagen vier Wertungsläufe in Folge gewonnen und die Marken-Weltmeisterschaft längst für sich entschieden. Das Rennen in Fuji gewannen Stefan Bellof und Derek Bell. Mit den 20 Punkten, die Bell in der Weltmeisterschaft für den Sieg erhielt, verkürzte er den Rückstand auf Jacky Ickx in der Fahrerwertung auf zehn Punkte. Ickx beendete das Rennen gemeinsam mit Jochen Mass an der zweiten Stelle der Gesamtwertung.

## Ergebnisse

### Schlussklassement
| 1               | C        | 2   | Rothmans Porsche            | Stefan Bellof Derek Bell                          | Porsche 956            | 225 |
| 2               | C        | 1   | Rothmans Porsche            | Jochen Mass Jacky Ickx                            | Porsche 956            | 224 |
| 3               | C        | 6   | Trust Racing Team           | Vern Schuppan Naohiro Fujita                      | Porsche 956            | 219 |
| 4               | C        | 3   | Matsuda Collection          | Thierry Boutsen Henri Pescarolo                   | Porsche 956            | 218 |
| 5               | C        | 12  | Joest Racing                | Bob Wollek Hans Heyer Volkert Merl                | Porsche 956            | 209 |
| 6               | C        | 8   | Brun Speedbox Motorsport    | Kenji Takahashi Clemens Schickentanz              | Porsche 956            | 203 |
| 7               | C        | 23  | Hoshino Racing              | Kazuyoshi Hoshino Akira Hagiwara                  | March 83G              | 198 |
| 8               | C junior | 81  | Misaki Speed                | Kiyoshi Misaki Masakazu Nakamura                  | Misaki Speed C         | 198 |
| 9               | C        | 17  | Tom’s                       | Keiji Matsumoto Kaoru Hoshino Masanori Sekiya     | Tom’s 83C              | 196 |
| 10              | C        | 46  | Sauber Racing Switzerland   | Fulvio Ballabio Max Welti                         | Sauber C7              | 196 |
| 11              | C junior | 63  | Scuderia Jolly Club         | Martino Finotto Carlo Facetti                     | Alba AR2               | 190 |
| 12              | GT Japan | 180 | Shizumaz Racing             | Tetsuji Shiratori Seisaku Suzuki Osamu Ihara      | Mazda RX-7             | 179 |
| 13              | GT Japan | 122 | Trust Racing Team           | Ryuusaku Hitomi Mitsutake Koma                    | Toyota Celica          | 177 |
| 14              | GT Japan | 123 | ERC Racing                  | Masaatsu Ooya Shin’ichi Katsuki Yoshio Ishikawa   | Mazda RX-7             | 169 |
| 15              | GT Japan | 181 | Mazda Sport Car Club        | Kenji Seino Masashi Kitagawa                      | Mazda RX-7 254i        | 163 |
| Nicht klassiert |          |     |                             |                                                   |                        |     |
| 16              | C        | 7   | Autobacs Dome Motorsport    | Eje Elgh Tiff Needell                             | Dome RC83              | 148 |
| 17              | GT Japan | 125 | Sansyou Kougyou Racing Team | Tooru Shimegi Yoshiyuki Ogura                     | Mazda RX-7 825         | 142 |
| 18              | GT Japan | 130 | TRS Itabashi                | Tsutomu Itabashi Tetsuji Tabata                   | Mazda RX-7 253i        | 117 |
| 19              | GT Japan | 136 | Gontazaka Enterprise        | Yoshio Nagata Hiroyuki Miyagawa                   | Nissan Fairlady Z      | 76  |
| Disqualifiziert |          |     |                             |                                                   |                        |     |
| 20              | C        | 20  | Central 20 Racing Team      | Haruhito Yanagida Takao Wada                      | LM 03C                 | 83  |
| 21              | GT Japan | 171 | Tomei Jidousha              | Yoshiaki Jitsukawa Motoji Sekine                  | Nissan Sunny LZ14      | 81  |
| Ausgefallen     |          |     |                             |                                                   |                        |     |
| 22              | GT Japan | 120 | Yours Sport Racing Team     | Hideki Okada Akio Morimoto Seiichi Okada          | Mazda RX-7 254         | 122 |
| 23              | GT Japan | 133 | Team No.3 Racing            | Seiji Kusano Yasuhiro Isozaki Tadao Furusawa      | Mazda RX-7 253i        | 98  |
| 24              | C        | 21  | Porsche Kremer Racing       | Philippe Alliot Stefan Johansson                  | Porsche 956            | 92  |
| 25              | GT Japan | 126 | Mishima Auto Racing         | Minoru Sawada Kaneyuki Okamoto Toyoshi Sugiyama   | Mazda RX-7             | 90  |
| 26              | C        | 10  | Hasemi Motorsport           | Masahiro Hasemi Kenji Tohira                      | Nissan Skyline Turbo C | 88  |
| 27              | C junior | 62  | Alpha Cubic Racing Team     | Chiyomi Totani Taku Akaike                        | Mazda 83C              | 81  |
| 28              | C        | 48  | Alpha Racing                | Preston Henn Kunimitsu Takahashi John Paul junior | Porsche 956            | 64  |
| 29              | GT Japan | 121 | Yours Sport Racing Team     | Chikage Oguchi Toshio Fujimura                    | Mazda RX-7 254         | 64  |
| 30              | C junior | 88  | Panasport Japan             | Toshio Motohashi Aguri Suzuki                     | Panasport C            | 57  |
| 31              | C        | 16  | Mazdaspeed                  | Yōjirō Terada Takashi Yorino Pierre Dieudonné     | Mazda 717C             | 24  |
| 32              | C junior | 65  | Auto Beaurex Motorsport     | Kurt Lotterschmid Naoki Nagasaka Keiichi Suzuki   | Lotec M1C              | 19  |
| 33              | GT Japan | 182 | Mazda Sport Car Club        | Kanjun Arai Yuuichi Hagiwara                      | Mazda RX-7             | 11  |
| Nicht gestartet |          |     |                             |                                                   |                        |     |
| 34              | C        | 11  | John Fitzpatrick Racing     | John Fitzpatrick David Hobbs                      | Porsche 956            | 1   |
| 35              | C        | 37  | Team Ikuzawa                | Geoff Lees Derek Daly Toshio Suzuki               | Ikuzawa 83C            | 2   |
| 36              | B        | 102 | Tomei Jidousha              | Eiji Shibuya Fumio Aiba                           | Nissan 240RS           | 3   |
| 37              | C        | 3T  | Rothmans Porsche            | Stefan Bellof Derek Bell Jochen Mass Jacky Ickx   | Porsche 956            | 4   |

1 Unfall im Training
2 Unfall im Training
3 Fahrer erkrankt
4 Trainingswagen

### Nur in der Meldeliste
Hier finden sich Teams, Fahrer und Fahrzeuge, die ursprünglich für das Rennen gemeldet waren, aber aus den unterschiedlichsten Gründen daran nicht teilnahmen.
| Pos. | Klasse   | Nr. | Team                 | Fahrer                                | Chassis     |
| ---- | -------- | --- | -------------------- | ------------------------------------- | ----------- |
| 38   | C        | 4   | Martini Racing       | Michele Alboreto Teo Fabi             | Lancia LC2  |
| 39   | C        | 5   | Martini Racing       | Riccardo Patrese Piercarlo Ghinzani   | Lancia LC2  |
| 40   | C        | 14  | Richard Lloyd Racing | Jan Lammers Jonathan Palmer           | Porsche 956 |
| 41   | C        | 18  | Grid Motor Racing    | Emilio de Villota Skeeter McKitterick | Grid S1     |
| 42   | C        | 25  | Tiga Racing Service  | Neil Crang                            | Tiga GC83   |
| 43   | C        | 26  | Tiga Racing Service  |                                       | Tiga GC83   |
| 44   | C Junior | 60  | Mazdaspeed           | Pierre Dieudonné                      | Mazda 717C  |
| 45   | B        | 101 | Chuck Kendall        | Chuck Kendall                         | BMW M1      |

### Klassensieger
| Klasse   | Fahrer                  | Fahrer            | Fahrer      | Fahrzeug       | Platzierung im Gesamtklassement |
| -------- | ----------------------- | ----------------- | ----------- | -------------- | ------------------------------- |
| B        | kein Teilnehmer im Ziel |                   |             |                |                                 |
| C        | Stefan Bellof           | Derek Bell        |             | Porsche 956    | Gesamtsieg                      |
| C junior | Kiyoshi Misaki          | Masakazu Nakamura |             | Misaki Speed C | Rang 8                          |
| GT Japan | Tetsuji Shiratori       | Seisaku Suzuki    | Osamu Ihara | Mazda RX-7     | Rang 12                         |

### Renndaten
- Gemeldet: 45
- Gestartet: 33
- Gewertet: 15
- Rennklassen: 4
- Zuschauer: 83.000
- Wetter am Renntag: warm, trocken und wolkig
- Streckenlänge: 4,359 km
- Fahrzeit des Siegerteams: 4:57:06,360 Stunden
- Gesamtrunden des Siegerteams: 225
- Gesamtdistanz des Siegerteams: 980,775 km
- Siegerschnitt: 198,066 km/h
- Pole Position: Stefan Bellof – Porsche 956 (#2) – 1:10,020 = 224,113 km/h
- Schnellste Rennrunde: Stefan Bellof – Porsche 956 (#2) – 1:19,228 = 198,066 km/h
- Rennserie: 6. Lauf zur Sportwagen-Weltmeisterschaft 1983
- Rennserie: 3. Lauf zur japanischen Langstrecken-Meisterschaft 1983